# Томаш Потоцький
Томаш Потоцький (пол. Tomasz Aleksander Adam Antoni Potocki; 3 травня 1809, Варшава — 13 січня 1861, Варшава) — польський поміщик, офіцер, громадський діяч, економіст, публіцист. Онук Александера Потоцького, дід Томаша Людвіка Потоцького.
Представник польського магнатського роду Потоцьких гербу «Пилява». Народився в палаці свого діда Олександра Потоцького.
Брав участь в Листопадовому повстанні в Польщі 1831 року, потім він присвятив себе господарству і роботі журналістом в Царстві Польському. Видав ряд робіт в журналі «Roczniki Gospodarstwa Krajowego». В Аграрному товаристві Царства Польського представляв прогресивний напрямок, проповідуючи необхідність звільнення кріпаків (що, однак, не зробив в своїх маєтках). Член-кореспондент Галицького сільськогосподарського товариства (1846—1861).
Автор робіт «O urządzeniu stosunków rolniczych w Polsce» (1851) і «Poranki karlsbadzkie» (1858).
Автор першої наукової біографії про Томаша Потоцького — лодзинський історик Ярослав Кита.